# Сражение при Клируотер
Сражение при Клируотер (11-12 июля 1877 года) — одна из битв войны не-персе между воинами племени не-персе и армией США. Войска под командованием генерала Ховарда неожиданно атаковали лагерь индейцев. Не-персе организовали оборону, остановили атаку и нанесли американским войскам значительные потери, но на следующий день были вынуждены отступить. После битвы не-персе организованно, со всем имуществом покинули родину и через горный перевал Лоло Пасс ушли в Монтану. Генерал Ховард продолжил их преследование, но не спешил с новой атакой.

## Предыстория
После поражения, которое не-персе нанесли американской армии в каньоне Белой птицы, генерал Ховард принял личное командование американской армией. Ховард отправил небольшое подразделение, чтобы взять в плен нейтрального вождя Зеркало, но Зеркало и его последователи сумели уйти и присоединились к Джозефу.
Преследуемые Ховардом, но опережая его на несколько дней, Джозеф и 600 не-персе с табуном в 2000 голов смели небольшое американское подразделение в битве при Коттонвуде 3-5 июля 1877 года и продвинулись дальше на 25 миль к востоку. По пути они сожгли 30 ранчо и ферм. Хозяева ферм успели скрыться в близлежащих горах. Ранчо и фермы располагались на территории первоначальной Резервации не-персе
и с точки зрения индейцев были незаконными. Они поставили лагерь в каньоне реки Клируотер. Здесь 7 июля к ним присоединился вождь Зеркало со своим племенем, увеличив общую численность индейцев до 800 человек и число воинов до 200.
8 июля отряд из 75 волонтёров под командованием Эдварда Макковилля обнаружил индейский лагерь и сообщил об этом генералу Ховарду. Не-персе обнаружили волонтёров следующим утром и атаковали их, загнав на вершину холма и обстреливая с дальних дистанций. Без воды и лошадей, которых забрали индейцы, волонтёры окрестили свой холм «Фортом Несчастья». Один индеец был ранен. В полдень 11 июля волонтёры отступили, не встретив сопротивления.
Не-персе ожидали армию Ховарда с северо-востока, откуда пришли волонтёры, но генерал Ховард подошёл с юга по восточному берегу Клируотер через труднопроходимую местность. Около полудня 11 июля Ховард подошёл к лагерю индейцев, расположенному на обоих берегах реки. Для успокоенных предыдущими успехами не-персе появление войск Ховаврда было неожиданным.
Против примерно 200 не-персе Ховард имел 440 солдат, а вместе с добровольцами и индейскими разведчиками его силы превышали 600 человек. Среди индейских разведчиков были также не-персе, поскольку часть не-персе не присоединилась к Джозефу и осталась лояльной к США.

## Сражение
Ховард начал сражение, открыв огонь из гаубиц и пулемётов Гатлинга по лагерю не-персе, который располагался ниже занятой им высоты. Поскольку лагерь был почти пуст «это только известило ничего не подозревавших индейцев о прибытии войск» и «послужило сигналом для разбросанных в холмах воинов собрать стада, которые затем были уведены старыми индейцами, женщинами и детьми в безопасное место.»
Старый воин Тухулхулзоте и 24 индейца, включая Жёлтого Волка, поднялись на небольшой хребет, чтобы остановить продвижение Ховарда. Они построили каменное укрепление и открыли огонь, срывая кавалерийскую атаку. Вскоре они были почти окружены и отступили в лагерь. Отвлекающий манёвр Тухулхулзоте дал остальным не-персе время занять оборонительные позиции на лесистых склонах с трёх сторон плоского участка прерии 1,5 мили в ширину и 2 мили в длину на восточном берегу Клируотер. Около 100 не-персе противостояли продвижению Ховарда на этом участке. «Хотя мы превосходили индейцев числом», писал очевидец, «мы сражались в крайне невыгодных условиях. Краснокожие засели на защищённых склонах каньона…а наши люди должны были двигаться к ним по открытой и безлесной равнине.» После продолжительной перестрелки день закончился в патовой ситуации, солдаты и индейцы закрепились на своих линиях. Солдаты провели ночь без воды и еды. Женщины не-персе снабжали индейцев водой и едой из лагеря в тылу позиции.
Утром 12 июля Ховард сконцентрировал все свои силы на прерии, прилегающей к лагерю индейцев. Он оттеснил индейцев от реки и обеспечил снабжение войск водой и едой. Ховард приготовил к атаке на левый фланг не-персе батальон капитана Миллера. Неожиданно на поле боя появился караван из 120 мулов с припасами. Миллер двинулся вперёд, чтобы защитить караван и, полагая, что находится в выгодной позиции, приказал атаковать не-персе. Не-персе отступили и вскоре обратились в бегство, поскольку солдаты Ховарда ринулись к лагерю индейцев по всей линии. Не-персе успели переправиться через реку с женщинами, детьми и значительным количеством своего скарба. Ховард отказался продолжить преследование индейцев на другом берегу реки. Сражение закончилось.

## Последствия
На следующий день генерал Ховард двинулся на север вслед за не-персе. Через 12 миль у селения Камия он увидел, что не-персе переправляются через реку. Ховард бросился вперёд, но было слишком поздно. Один кавалерист был ранен. 15 июля Ховард получил странное сообщение, что Джозеф со своим племенем хочет сдаться, а Зеркало, Белая Птица и Тухулхулзоте собираются двигаться дальше на восток. Однако на следующий день Джозеф не появился. Вместо него сдались 35 не-персе, включая 14 мужчин, и это вселило надежду, что как боевая единица не-персе распадаются. Ховард узнал, что не-персе поставили лагерь в прерии около Вейппа, примерно в 15 милях от него, и двинулся на поиски. За медлительные и осторожные перемещения не-персе прозвали Ховарда генералом Послезавтра.
По всей видимости, у не-персе в последние часы битвы при Клируотер и в последующие дни возник кризис лидерства. Только Джозеф был общепризнанным лидером. У не-персе было ещё пять племён и пять вождей, и каждый воин оставлял за собой право сражаться так, как хотел и тогда, когда хотел. Джозеф и, вероятно, его брат Оллокот не хотели покидать Айдахо и свои родные земли. Однако Белая Птица, Зеркало и Тухулхулзоте победили в спорах, и не-персе решили двигаться по трудному пути через перевал Лоло Пасс в Монтану. Зеркало имел много друзей в Монтане среди индейцев Кроу и полагал, что там не-персе будут в безопасности. Вероятно, он даже не понимал, что Айдахо и Монтана два штата одного государства.
Горькая ирония состояла в том, что 72 годами ранее, здесь в прерии Вейппа, не-персе дружественно встретили голодающую экспедицию Льюиса и Кларка. Кларк имел сына от женщины не-персе, и этот сын, уже пожилой человек, был с Джозефом.
Услышав, что не-персе покинули прерию Вейппа, Ховард 17 июля послал большой отряд из Камии, чтобы выяснить, куда они движутся. Майор Эдвард Мейсон командовал объединёнными силами кавалерии, добровольцев и разведчиков не-персе. Не-персе Джозефа из засады атаковали разведчиков, убив двух и ранив одного. Мейсон повернул назад, установив, что не-персе двигаются к перевалу. Но последний рейд в Айдахо не-персе совершили 18 июля, угнав несколько сотен лошадей из Камии.
16 июля основные силы не-персе вышли в трудный 200-километровый путь к перевалу, через безлюдные и бесплодные горы. Караван из 750 человек, 2000 лошадей и сотен собак растянулся на несколько миль. В Монтане, с другой стороны перевала они появились 25 июля, совершив трудный переход без существенных потерь. Ховард с отрядом из 700 солдат двинулся за ними 30 июля. Он телеграфировал о перемещении не-персе и американская армия уже ждала их на границе Монтаны в форте Физзл, чтобы блокировать их дальнейшее движение. Индейцы сумели обойти форт и сообщили местным властям, что намерены пройти мирно. Поскольку белое население Монтаны, включая губернатора, отказалось поддержать войну правительства США против не-персе и отозвало своих добровольцев, короткая перестрелка у форта была малозначимой. Индейцы поверили, что они в безопасности. Но 9 августа полковник Гиббон неожиданно атаковал индейский лагерь в сражении при Биг-Хоул.